# Edificio La Inmobiliaria
El Edificio La Inmobiliaria (antes conocido como Palacio Heinlein) es un edificio de estilo neo-renacentista inaugurado en 1910 y construido para la compañía de seguros del mismo nombre, fundada por Antonio Devoto. Posee dos cúpulas gemelas de color rojizo, una en cada esquina, que lo caracterizan. Se encuentra en el barrio de Monserrat, en la ciudad de Buenos Aires, Argentina.

## Historia

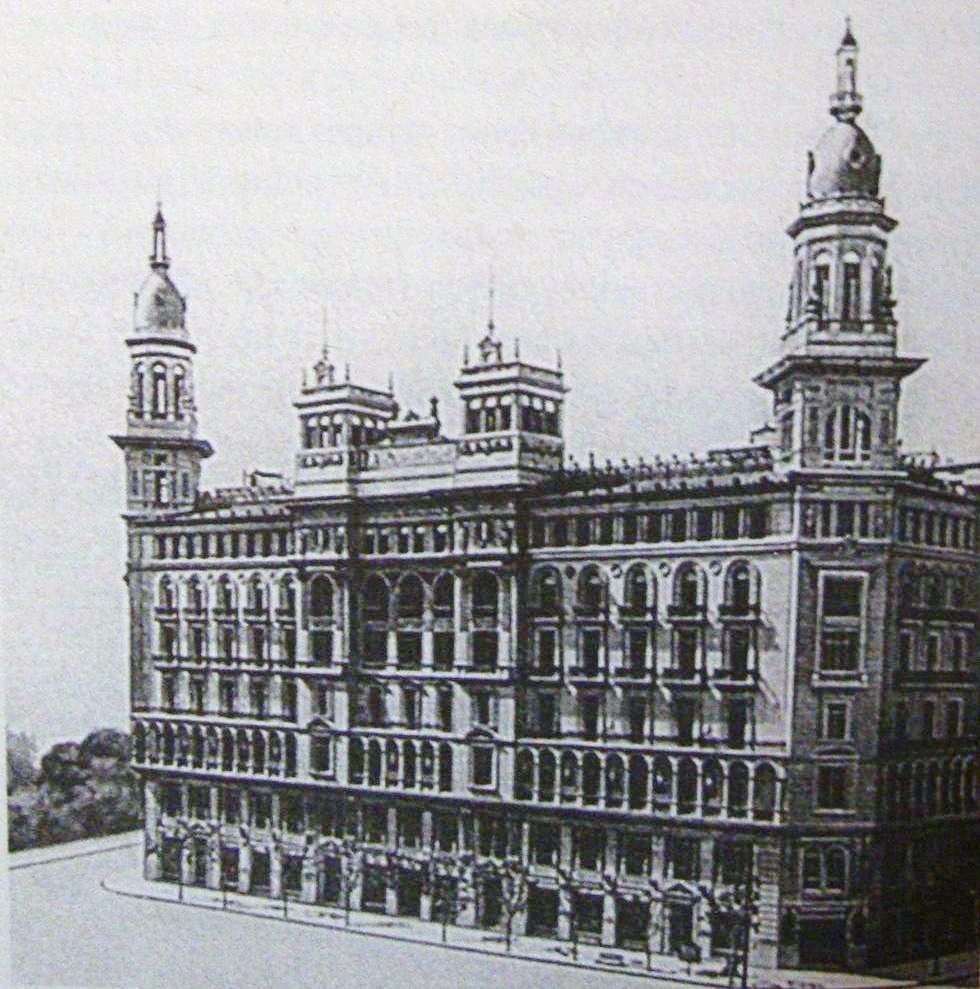
Vista hacia 1910, se destacan todos los detalles hoy desaparecidos: crestería en el tejado, molduras y copones en las torres

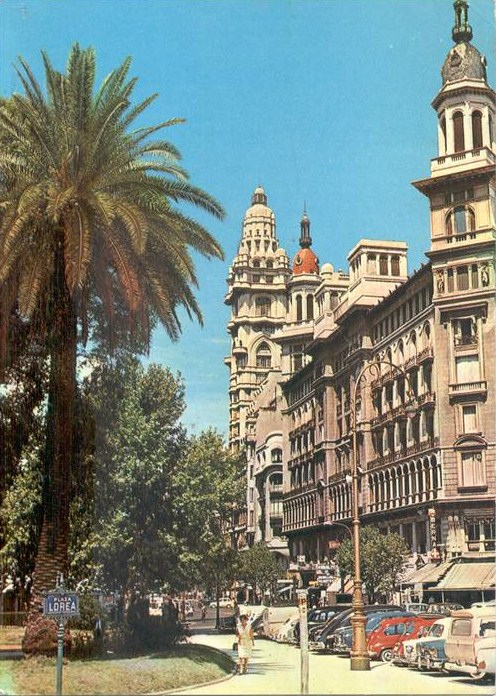
La Inmobiliaria, con una cúpula de pizarra y la otra color ladrillo (años '70)

La Inmobiliaria, fundada por Antonio Devoto en 1893, fue la primera compañía de seguros generales, de vida, accidentes de trabajo, incendios, granizo, marítimos, fluviales y cristales de capital argentino. Su casa matriz se encontraba en el centro financiero de Buenos Aires, en la calle San Martín 235.
Con vistas al Centenario de la Revolución de Mayo, la compañía decidió hacia fines de 1908 la construcción de un colosal edificio de renta (uno de los primeros de este tipo en la ciudad) y locales comerciales sobre la importante Avenida de Mayo, en su extremo oeste hacia la Plaza del Congreso, y con un frente sobre la avenida que ocuparía una cuadra entera.
Para concretar el proyecto fue contratado el arquitecto italiano Luis (Luigi) Broggi, y el 29 de enero de 1909 el diario La Prensa publicó los planos del edificio en construcción, que fue inaugurado el 25 de mayo de 1910, en medio de los festejos del Centenario.
La Inmobiliaria se instaló en el primer piso del nuevo edificio, y la planta baja fue comprada por Guillermo Heinlein, que instaló en ella el local de su compañía de artefactos sanitarios, la primera en importar inodoros con sifón. Debido a esto, el edificio fue conocido popularmente como Palacio Heinlein. Luego de la muerte del propietario en 1920, sus herederos vendieron el negocio. Otro de los comercios de la planta baja hacia mitad de cuadra alojó a la Cervecería Berna, que en 1928 se instaló en el local de la esquina de Avenida de Mayo y Luis Sáenz Peña, debido al éxito del emprendimiento, cuyas mesas instaladas en la vereda se habían transformado en un problema para los peatones, siempre repletas. Allí su fundador, el español Daniel Calzado, tuvo éxito con su sándwich "Berna" de lomito vacuno con anchoas. Algunos de sus comensales históricos fueron el periodista madrileño Manuel Fontdevilla y el poeta Carlos de la Púa, del Diario Crítica de los años '30, pero finalmente la cervecería cerró hacia fines del siglo XX.
Con el paso de las décadas, el edificio fue perdiendo molduras en sus fachadas, de tal forma que para los años '30 ya habían desaparecido copones ornamentales, la crestería del tejado y otros detalles. En 1968 una de las cúpulas fue restaurada. El 9 de junio de 1994, el viento de una tormenta destrozó a su gemela, que tuvo que ser desmontada para su completa restauración tres semanas más tarde. Un estudio de los hierros que armaban su estructura demostró que el nivel de deterioro del mismo era tal que el incidente podría haber ocurrido hasta una década antes.
En la actualidad, el edificio es ocupado por una sucursal del Banco Nación, por el Instituto de Investigaciones de Historia del Derecho y diversos locales comerciales, oficinas y por particulares. Como patrimonio histórico de la ciudad, posee un grado de protección estructural, Tras varios años de abandono, de la fachada maltratada y numerosos desprendimientos de molduras, comenzó a ser remodelado en 2012.

## Características

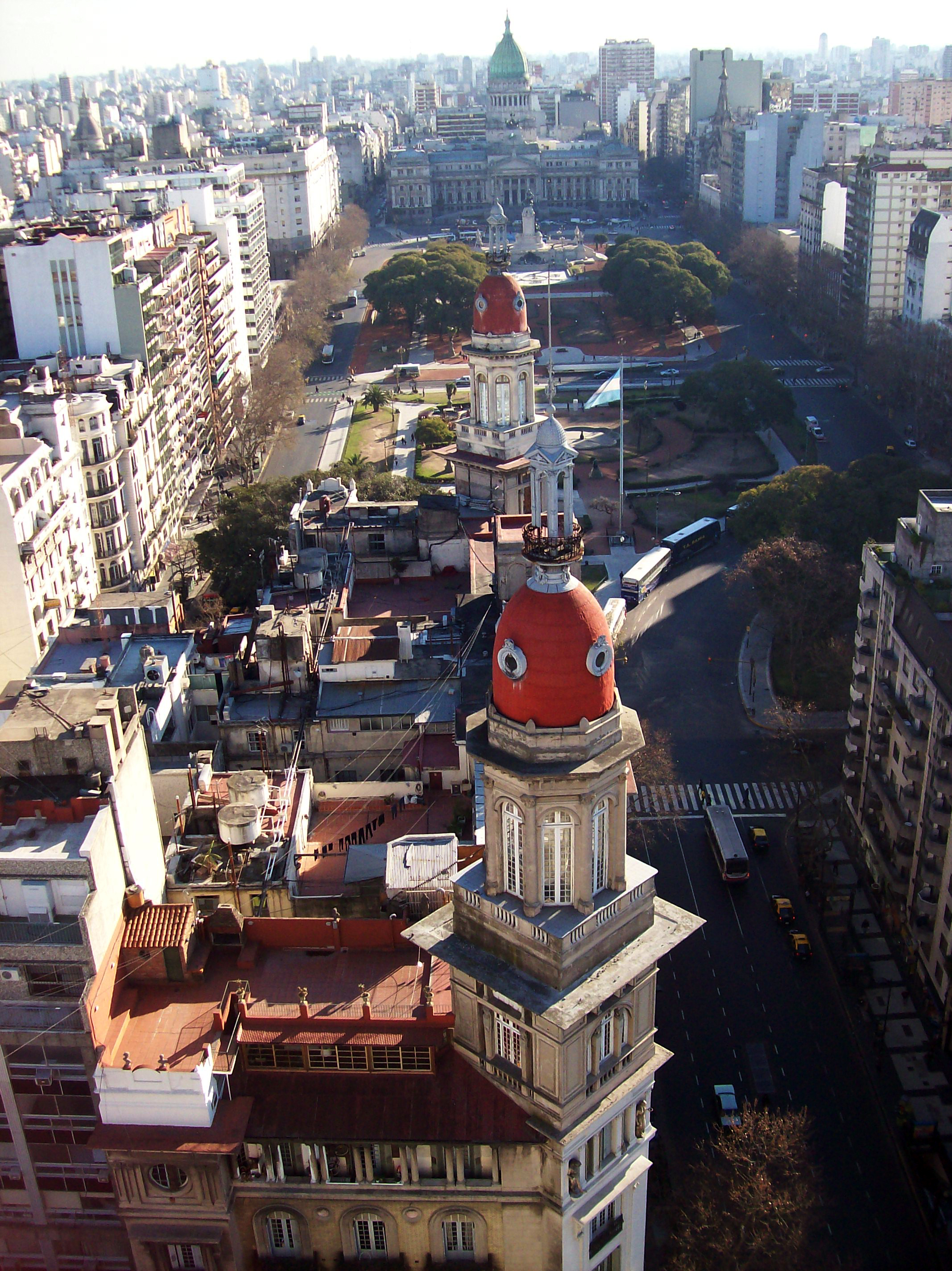
Vista desde el Palacio Barolo.

El Edificio La Inmobiliaria ocupa toda la cuadra sur de la Avenida de Mayo del 1400 al 1500, con numerosas entradas por la misma, así como una entrada lateral en San José 39 y otra por Presidente Luis Sáenz Peña 60. Además de los locales comerciales a nivel de la vereda, en los pisos superiores existen 51 departamentos residenciales y 8 locales más.
El estilo ecléctico del edificio se caracteriza como neo-renacentista italiano, y su fachada posee simetría axial total, remarcada por sus dos cúpulas rematando las ochavas. Las mismas se encuentran en las esquinas de la Avenida de Mayo, son de hierro y zinc, de color rojizo y con miradores. Originalmente estaban revestidas en pizarra, luciendo el color gris oscuro de dicho material, pero durante la restauración realizada en 1968 una de ellas perdió el recubrimiento de pizarra, y fue pintada de color ladrillo. Así, las dos cúpulas quedaron de colores diferentes, hasta que con la restauración realizada luego del derrumbe de 1993, finalmente las dos fueron pintadas como se las ve en la actualidad.
Pares de estatuas de los dioses griegos Venus y Apolo decoran las ochavas del edificio y su cuerpo central en ocho nichos, mientras que el frente sobre la avenida posee loggias, galerías sostenidas por columnas de pedestal y arcos de medio punto, muy propias de la arquitectura italiana, y decoradas en sus muros con esgrafiados que en la actualidad apenas se conservan, muy deteriorados. A mitad de cuadra, en el remate se ve un cartel hecho con mosaico policromado dorado que reza La Inmobiliaria.
Por otro lado, el edificio ha perdido mucho de su ornamentación original: a comienzos de la década de 1930 ya se le habían retirado varios elementos a la fachada, desde un conjunto de copones que rodeaban a ambas cúpulas desde la cornisa que todavía se conserva, pasando por la crestería de hierro que remataba tanto el tejado como el volumen central de la fachada con el logo “La Inmobiliaria”, y molduras que adornaban diversas partes de la fachada. Los esgrafiados realizados sobre los muros de la loggia del segundo piso desaparecieron en su mayoría, víctimas de la humedad, y los pocos fragmentos que se conservan fueron pintados por los propietarios, deteriorándolos y distorsionándolos. [cita requerida]
En cuanto a la distribución interna, “La Inmobiliaria” posee 4 entradas por Avenida de Mayo, cada una conduciendo a un pequeño hall con un ascensor en jaula y una escalera, de tal forma que en realidad el edificio actúa como un conjunto de cuerpos independientes y contiguos. En los pisos superiores, cada ascensor da acceso a los dos departamentos que cada cuerpo tiene por nivel, siendo los dos de las esquinas los más privilegiados por tener todos sus dormitorios mirando hacia la Avenida. En los departamentos a mitad de cuadra, hay dormitorios con ventana a la Avenida y otros que miran hacia los patios de aire y luz internos donde también se distribuyen los servicios (cocina, lavadero y baños). Las habitaciones estaban distribuidas al estilo italiano, una al lado de la otra y accesibles no solo mediante un pasillo lineal si no además por puertas internas de un cuarto hacia el vecino. Contra la medianera paralela a Avenida de Mayo, se recuestan las escaleras de servicio.